# Jacobus Theodorus Tabernaemontanus
Jacobus Theodorus Tabernaemontanus ou Jakob Dietrich von Bergzabern (né à Bad Bergzabern en 1522 et mort à Heidelberg le 24 août 1590), connu aussi sous le nom de Tabernaemontanus, latinisation de son lieu de naissance Bergzabern, est un botaniste et médecin allemand. 

## Éponymie
Charles Plumier dédiera en son honneur le genre Tabernaemontana de la famille des Apocynacées, nom repris par Linné.

## Publications
- Neuw Wasserschatz (1581)
- Neuw Kreuterbuch (Frankfurt, 1588), première version du chef-d'œuvre à l'origine de sa réputation.
- Eicones plantarum seu stirpium (Frankfurt, 1590,  avec 2255 gravures de plantes.
- Iacobi Theodori Tabernaemontani New vollkommen Kräuter-Buch : darinnen uber 3000 Kräuter, mit schönen und kunstlichen Figuren, auch deren Unterscheid und Wirckung, sampt ihren Namen in mancherley Spraachen beschrieben, deßgleichen auch, wie dieselbige in allerhand Kranckheiten, beyde der Menschen und des Viehs, sollen angewendet und gebraucht werden, angezeigt wird. Theodorus, Jacobus. Basel : König / Werenfels, 1664. Edition numérique de la Bibliothèque universitaire d'État de Düsseldorf.
- Jacobi Theodori Tabernæmontani Neü vollkommen Kräuter-Buch : Darinnen Uber 3000. Kräuter/ mit schönen und kunstlichen Figuren/ auch deren Underscheid und Würckung/ sam̄t ihren Namen in mancherley Sprachen beschrieben ; Deßgleichen auch/ wie dieselbige in allerhand Kranckheiten/ beyde der Menschen und des Viehs/ sollen angewendet und gebraucht werden/ angezeigt wird. Basel ; Offenbach am Mäyn : König, 1731.